# Солоковщина
Солоковщина (бел. Солакаўшчына) — деревня в Браславском районе Витебской области Беларуси. Входит в состав Тетерковского сельсовета.

## География
Деревня находится в западной части Витебской области, к западу от реки Белой, при автодороге Н-2122, на расстоянии приблизительно 21 километра (по прямой) к юго-востоку от города Браслав, административного центра района. Абсолютная высота — 167 метров над уровнем моря. Площадь населённого пункта — 0,1927 км².

## История
По состоянию на 1905 год, в деревне проживало 216 человек (108 мужчин и 108 женщин). В административном отношении входила в состав Иодской волости Дисненского уезда Виленской губернии.
В 1921 году входила в состав гмины Йоды Дисенского повета Виленского воеводства Второй Польской республики. Числилось 172 жителя (87 мужчин и 85 женщин), проживавших в 32 домах. В этническом составе населения того периода поляки составляли 100 %. В конфессиональном составе населения преобладали католики (72,1 %), также были представлены православные христиане (27,9 %).
До 16 сентября 1960 года деревня входила в состав Иодского сельсовета Шарковщинского района.

## Население
По данным переписи 2019 года, в деревне проживало 4 человека.
| Год  | Население, человек |
| ---- | ------------------ |
| 1905 | 216                |
| 1921 | ↘ 172              |
| 2009 | ↘ 20               |
| 2019 | ↘ 4                |